# Acronema commutatum
Acronema commutatum är en flockblommig växtart som beskrevs av H.Wolff. Acronema commutatum ingår i släktet Acronema och familjen flockblommiga växter. Inga underarter finns listade i Catalogue of Life.